# Принстон (Айова)
Принстон (англ. Princeton) — місто (англ. city) в США, в окрузі Скотт штату Айова. Населення — 923 особи (2020).

## Географія
Принстон розташований за координатами 41°40′27″ пн. ш. 90°21′26″ зх. д. / 41.67417° пн. ш. 90.35722° зх. д. (41.674249, -90.357289).  За даними Бюро перепису населення США в 2010 році місто мало площу 6,63 км², уся площа — суходіл.

## Демографія
Згідно з переписом 2010 року, у місті мешкало 886 осіб у 363 домогосподарствах у складі 252 родин. Густота населення становила 134 особи/км².  Було 399 помешкань (60/км²).
Расовий склад населення:
| - 97,1 % — білих - 0,3 % — чорних або афроамериканців - 0,2 % — корінних американців |

До двох чи більше рас належало 1,8 %. Частка іспаномовних становила 3,7 % від усіх жителів.
За віковим діапазоном населення розподілялося таким чином: 22,0 % — особи молодші 18 років, 62,9 % — особи у віці 18—64 років, 15,1 % — особи у віці 65 років та старші. Медіана віку мешканця становила 44,3 року. На 100 осіб жіночої статі у місті припадало 103,2 чоловіків;  на 100 жінок у віці від 18 років та старших — 104,4 чоловіків також старших 18 років.
Середній дохід на одне домашнє господарство  становив 75 179 доларів США (медіана — 62 500), а середній дохід на одну сім'ю — 88 877 доларів (медіана — 79 375). Медіана доходів становила 52 656 доларів для чоловіків та 41 406 доларів для жінок. За межею бідності перебувало 5,9 % осіб, у тому числі 8,4 % дітей у віці до 18 років та 8,0 % осіб у віці 65 років та старших.
Цивільне працевлаштоване населення становило 564 особи. Основні галузі зайнятості: виробництво — 23,4 %, освіта, охорона здоров'я та соціальна допомога — 16,8 %, роздрібна торгівля — 11,3 %, оптова торгівля — 7,3 %.